# 津奈木町
津奈木町（日语：／ Tsunagi machi */?）是位于日本熊本縣南部的一個城鎮，屬葦北郡。

## 歷史

### 年表
- 1889年4月1日：實施町村制，設置津奈木村。
- 1963年4月1日：津奈木村改制為津奈木町。[1]

## 交通

### 鐵路
- 肥薩橙鐵道
  - 肥薩橙鐵道線：津奈木車站
- 九州旅客鐵道
  - 九州新幹線：通過轄區但未設置車站。

### 公路
高速道路
- 南九州西回自動車道：津奈木交流道

## 觀光資源

### 景點
- 舞鶴城公園
- 津奈木隧道
- 津奈木重磐岩眼鏡橋

## 外部連結
- （日語） 津奈木町商工會 （页面存档备份，存于）